# モガディシュ
モガディシュまたはモガディシオ（ソマリ語: Muqdisho、アラビア語: مقديشو Muqadīshū、英語: Mogadishu）は、ソマリアの首都。インド洋に面するアフリカ東端に位置する。
2012年に成立したソマリア連邦政府の統治下にあり、議会や大統領府が置かれている。行政区画ではバナディール州に属しており、行政上はモガディシュ市とバナディール州は統合されている。人口統計は内戦が継続していることから公式な統計は存在しないが、バナディール州（領域はほぼモガディシュの市街地と一致する）の人口は約165万人（2014年）で、都市圏の人口は226.5万人（2016年）と見積もられている。人口増加が著しく、2050年に657万人、2075年に1594万人、2100年の人口予測では3637万人を数える世界19位の超巨大都市となる予測が出ている。

## 名称
モガディシュ（Mogadishu、Mogadischu）は英語、ドイツ語などで用いられる名称で、イタリア語やフランス語、スペイン語などではモガディッショ、モガディシオ（Mogadiscio）と呼ばれる。公用語であるソマリ語ではムクディショ（Muqdisho）、アラビア語ではマカディーシュー（アラビア語: مقديشو）と表記される。
名前の由来は明らかではない。一説によると、「シャーの玉座」を意味するアラビア語のmaqad shahのソマリ語表現と言われているが、他にはスワヒリ語で「最北の都市」を意味するmwyu maのソマリ語表現という説もある。

## 歴史

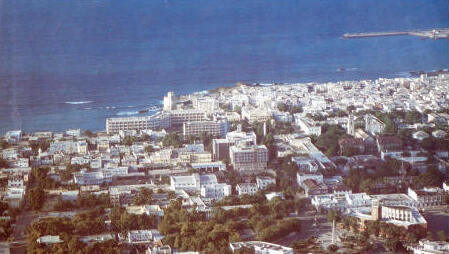
1980年代の街並み

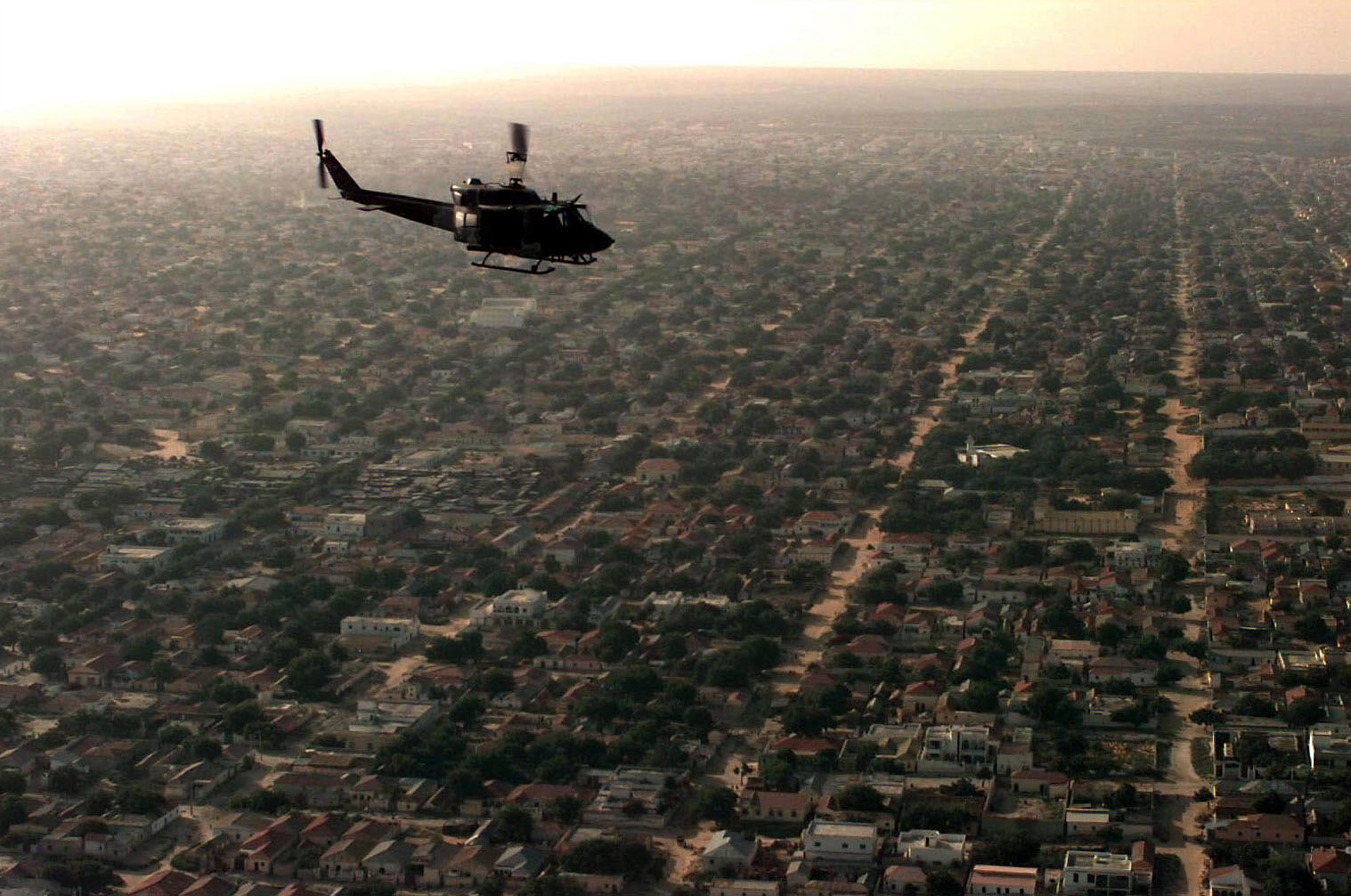
モガディシュの住居地域とアメリカ軍のヘリコプター（1992年）

モガディシュの地には、900年頃アラブ人や黒人の植民者が定住し、12世紀初頭にはアフリカ東海岸における一大商業拠点にまで発展し、その交易の様子は14世紀に訪れたイブン・バットゥータが記している。15世紀には鄭和の船団の訪問を受けている（「木骨都束」と記されている）。16世紀にはポルトガルの支配下に入った。1871年にザンジバル島のスルタンにより征服され、1892年にイタリアの租借地となった。イタリアは1905年にこの都市を買い上げ、イタリア領ソマリランドの首都とした。第二次世界大戦中は、ケニアを拠点とするイギリス軍に占領された。
1970年代より続くソマリア内戦では、1990年に反乱軍側がモガディシュを奪取した。その後、反乱軍内部の部族間、派閥間の抗争が激化し、都市は大きく破壊された。1992年から1995年まで内戦に介入した国連の平和維持軍が駐留したが、1993年10月には派遣されたアメリカ軍とアイディード派の地元民兵の間に戦闘が発生し、アメリカ軍兵士に18人、平和維持軍のマレーシア兵に1名の死者、ソマリア人にも多数の死傷者が出た（モガディシュの戦闘）。
現在のモガディシュは、人道支援者への襲撃や部族間抗争が依然として続いていることから、きわめて危険な状態にある。国際的に認知されているソマリア暫定連邦政府の所在地でもあったが、2006年6月にイスラム法廷連合（UIC）がアメリカの後援をうける「平和の回復と対テロ同盟」を破って実効支配を開始した。厳格なイスラーム法を施行するUICにより治安は回復し、モガディシュ国際空港や港湾も開放され、アラブ首長国連邦との通交が行われたという。だが情勢はむしろ悪化しており、2006年12月28日、ソマリア暫定連邦政府軍がエチオピア軍の支援の下にモガディシュを一時制圧し、アフリカ連合軍が治安維持に当たった。その後もイスラム武装勢力とソマリア暫定連邦政府とが勢力確立を争っていたが、2008年8月のソマリア暫定連邦政府とUICの後身であるARSの穏健派グループが、ジブチ合意（停戦等）に署名。2012年9月10日にハッサン・シェイク・モハムッドが連邦議会により新大統領に選出され就任したことから、再び国家首都として機能している。
2017年10月にはトラック爆弾による同国史上最悪の爆発があり500人以上が死亡。2022年10月には教育省の前で爆発があり100人以上が死亡するなど、テロが続いている。

## 地理

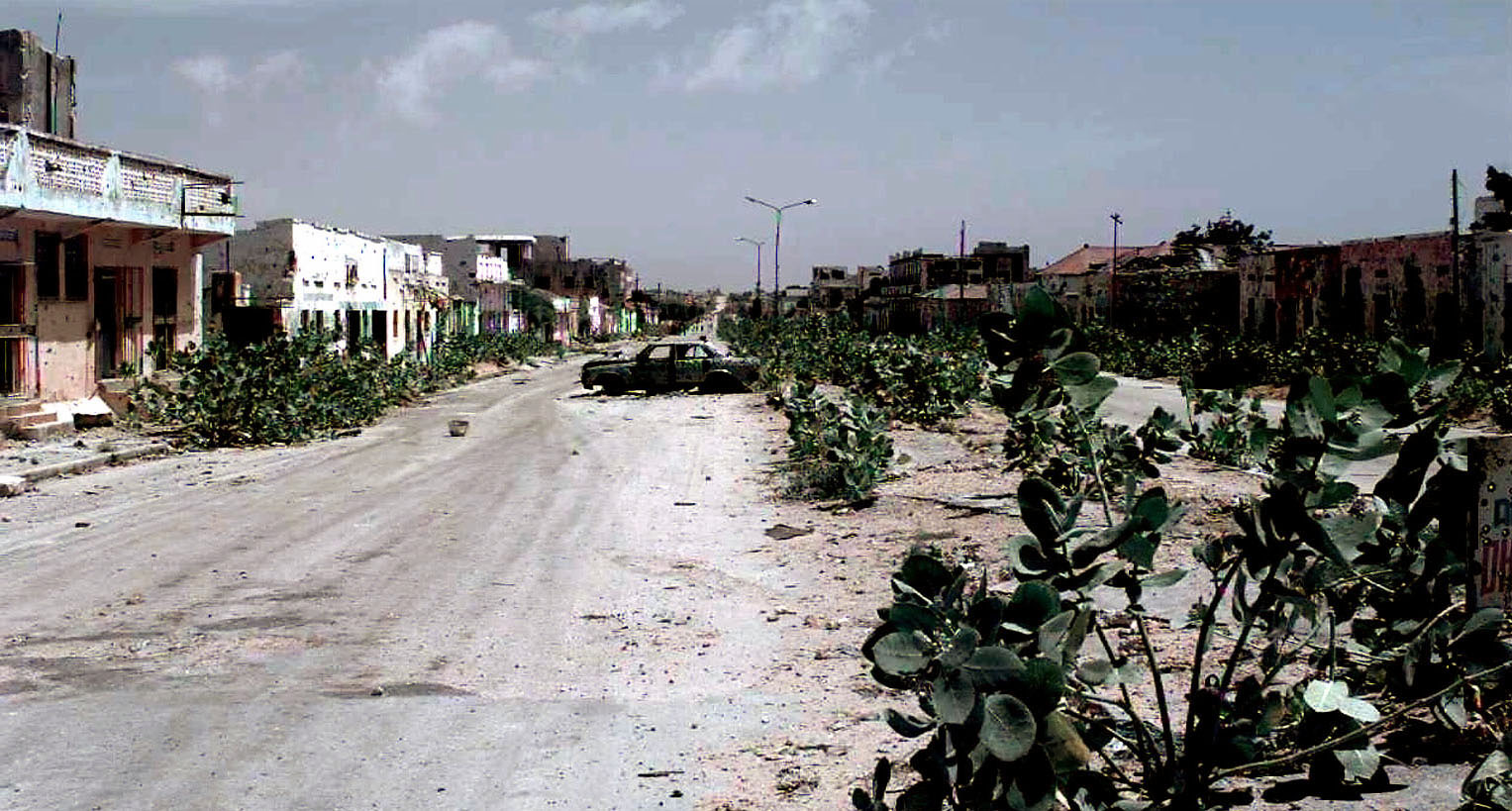
モガディシュの荒廃した通り"Green Line"。この通りは北と南にモガディシュを分けるものとなっており、部族闘争の境界線でもある。

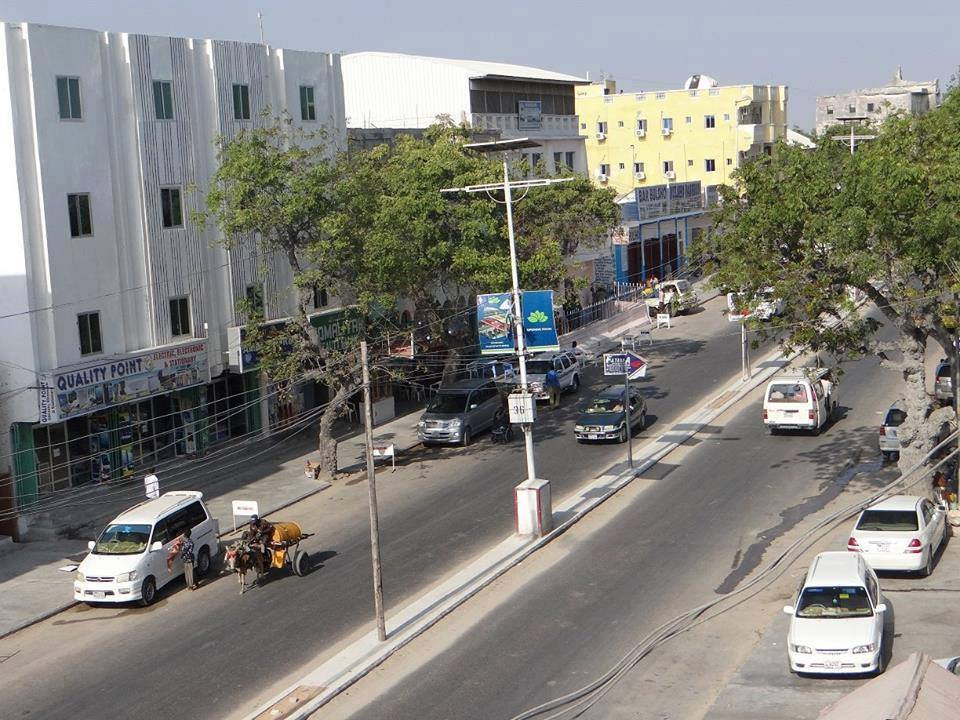
新しい道路(2015年)

Gezira Beachを始め以前はリゾートであった砂浜がある。内戦中は事実上閉鎖状態だったが、2011年からはリドで海水浴が復活している。
エチオピア中央部からインド洋へ向かって下るシェベル川が街から30kmのところで海岸と平行になりキスマヨ近くでジュバ川と合流する。サトウキビ、綿花、バナナの栽培に重要な水源である。

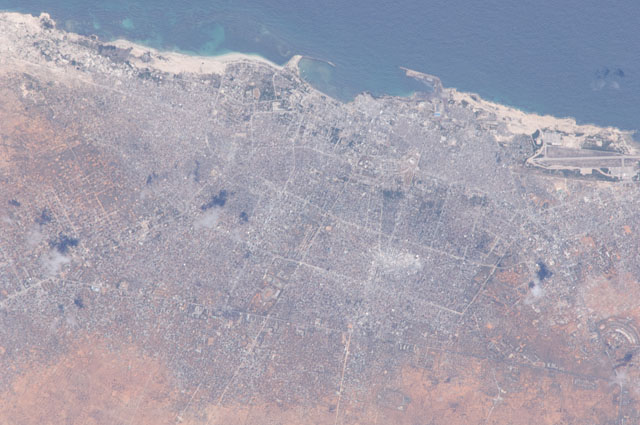
上空から見た街の広がり

## 気候
赤道に近いが、半乾燥地域に分類される。旱魃が頻発する。平均気温は年間を通じ30 ℃前後、最低は25 ℃前後である。4～7月に雨が多く、1～3月は降雨ゼロである。
| モガディッシュの気候             | モガディッシュの気候 | モガディッシュの気候 | モガディッシュの気候 | モガディッシュの気候 | モガディッシュの気候 | モガディッシュの気候 | モガディッシュの気候 | モガディッシュの気候 | モガディッシュの気候 | モガディッシュの気候 | モガディッシュの気候 | モガディッシュの気候 | モガディッシュの気候 |
| 月                               | 1月                  | 2月                  | 3月                  | 4月                  | 5月                  | 6月                  | 7月                  | 8月                  | 9月                  | 10月                 | 11月                 | 12月                 | 年                   |
| -------------------------------- | -------------------- | -------------------- | -------------------- | -------------------- | -------------------- | -------------------- | -------------------- | -------------------- | -------------------- | -------------------- | -------------------- | -------------------- | -------------------- |
| 最高気温記録 °C （°F）           | 37 (99)              | 39 (102)             | 42 (108)             | 41 (106)             | 40 (104)             | 38 (100)             | 42 (108)             | 42 (108)             | 37 (99)              | 32 (90)              | 41 (106)             | 42 (108)             | 42 (108)             |
| 平均最高気温 °C （°F）           | 30.2 (86.4)          | 30.2 (86.4)          | 30.9 (87.6)          | 32.2 (90)            | 31.2 (88.2)          | 29.6 (85.3)          | 28.6 (83.5)          | 28.6 (83.5)          | 29.4 (84.9)          | 30.2 (86.4)          | 30.6 (87.1)          | 30.8 (87.4)          | 30.2 (86.4)          |
| 平均最低気温 °C （°F）           | 23.0 (73.4)          | 23.4 (74.1)          | 24.9 (76.8)          | 25.6 (78.1)          | 24.9 (76.8)          | 23.7 (74.7)          | 23.1 (73.6)          | 23.0 (73.4)          | 23.4 (74.1)          | 24.3 (75.7)          | 24.2 (75.6)          | 23.5 (74.3)          | 23.9 (75)            |
| 最低気温記録 °C （°F）           | 22 (72)              | 20 (68)              | 20 (68)              | 17 (63)              | 22 (72)              | 20 (68)              | 20 (68)              | 20 (68)              | 20 (68)              | 17 (63)              | 22 (72)              | 21 (70)              | 17 (63)              |
| 雨量 mm （inch）                 | 0 (0)                | 0 (0)                | 8 (0.31)             | 61 (2.4)             | 61 (2.4)             | 82 (3.23)            | 64 (2.52)            | 44 (1.73)            | 25 (0.98)            | 32 (1.26)            | 43 (1.69)            | 9 (0.35)             | 429 (16.87)          |
| 平均降雨日数                     | 0                    | 0                    | 0                    | 5                    | 6                    | 10                   | 9                    | 7                    | 3                    | 2                    | 4                    | 1                    | 47                   |
| % 湿度                           | 78                   | 78                   | 77                   | 77                   | 80                   | 80                   | 81                   | 81                   | 81                   | 80                   | 79                   | 79                   | 79.3                 |
| 出典1：Weltwetter Spiegel Online |                      |                      |                      |                      |                      |                      |                      |                      |                      |                      |                      |                      |                      |
| 出典2：Weatherbase               |                      |                      |                      |                      |                      |                      |                      |                      |                      |                      |                      |                      |                      |

## 経済
内戦以後経済は回復しているが、依然不安定である。実効政府が無いため徴税が無く、従って歳出計画も無い。殺人、爆破など犯罪が多発するため企業は武装私兵を雇用している。食料・飲料・繊維が主要産業で、市場では様々な物が売られている。
ソマリアで最大の電話会社Hormuudと通信回線業者のTelcomが本社を置いている。
2011年以降急速に経済回復中。翌年第一ソマリア銀行が設立され、ビジネス環境改善をアピールする技術・娯楽・設計総会を開催。ソマリアエネルギー社はバナーディル地区に送電。2014年ソマリア国際銀行とイスラム保険会社設立。サラームソマリア銀行は住居・土地開発・道路などに融資している。主にUAEと中国から輸入するスーパーは夜10時まで営業。

## 交通

### 道路
ケニア、エチオピアに通じる道路がある。

### 空港
アデン・アッデ国際空港がある。

### 港湾

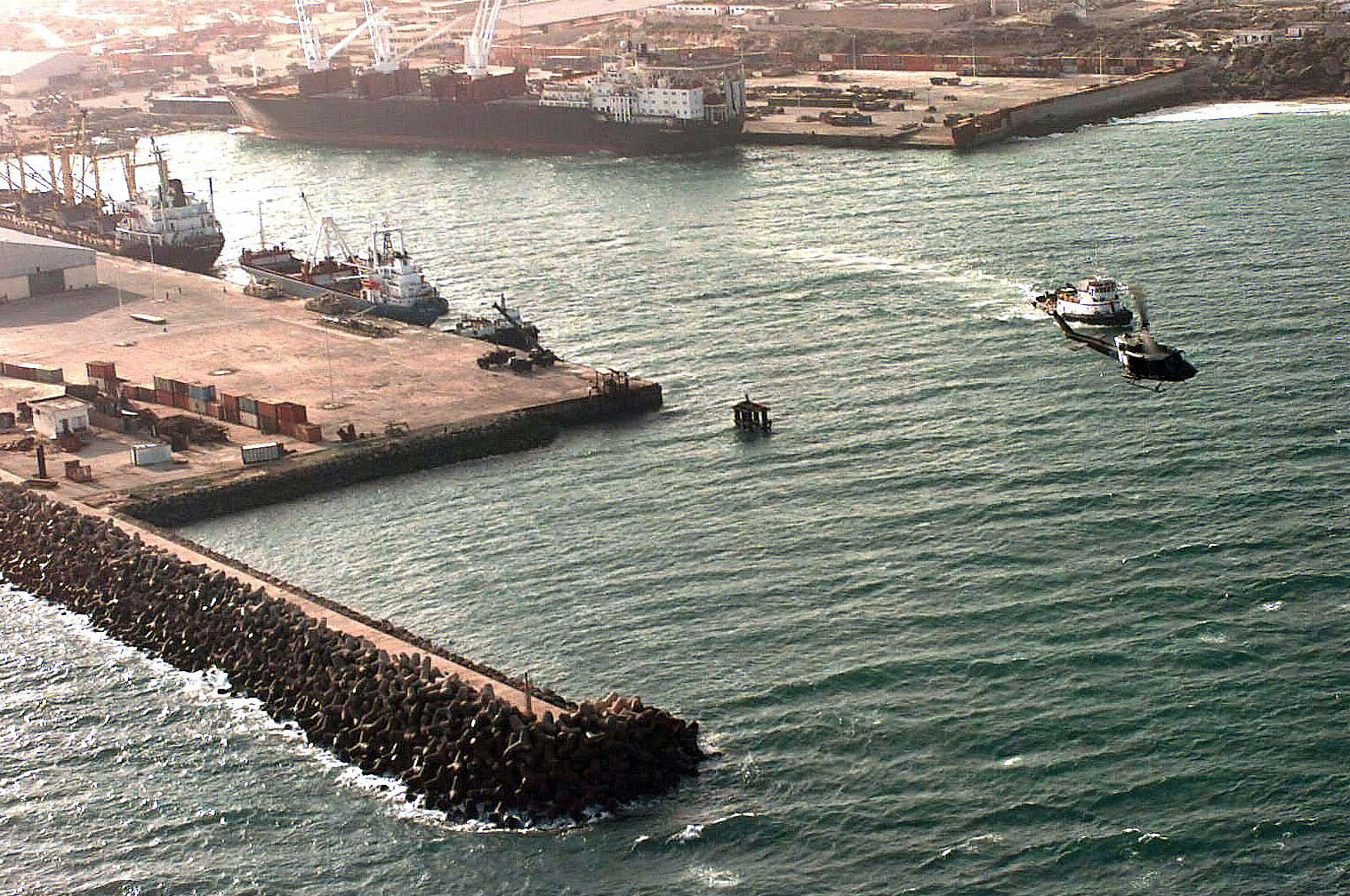
モガディシュ港

モガディシュ港はソマリアの主要港として、実質的に自由港のため国際的によく利用されている。しかし、付近の海域は海賊が出没するためリスクを伴う。

### 鉄道
鉄道は現存しない。

## 教育

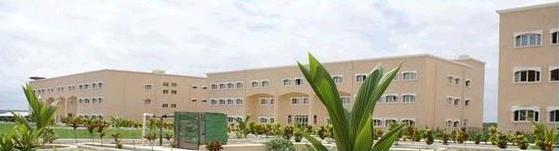
モガディシュ大学

教育施設としては、1954年創立の国立ソマリア大学があるが、内戦により閉鎖状態であった。1997年に再オープンし、英語のウェブサイトも整備されている。また、サウジアラビアのイスラム開発銀行ほかが資金援助する私立モガディシュ大学には国内で修士号を取得したい何百人もの学生が集まっている。国立大学教授や知識人が指導に当たっている。デンマーク、エジプト、スーダン、ジブチ、イエメンなどの大学と連携している。他に民間企業人を育成するソマリ経営管理開発学校（SIMAD）がある。

## 出身者
- イマン・アブドゥルマジド - スーパーモデル
- アヤーン・ヒルシ・アリ - フェミニスト、政治家
- K'Naan - 歌手